# Robert Rubin
Pour les articles homonymes, voir Rubin.
Robert Edward Rubin, né le 29 août 1938 à New York, est un homme politique américain.
Membre du Parti démocrate, il est secrétaire au Trésor entre 1995 et 1998 dans l'administration du président Bill Clinton puis président du Council on Foreign Relations de 2007 à 2017. Il est accusé de porter une responsabilité majeure dans la quasi-faillite de la banque Citigroup.

## Biographie
Diplômé en économie d'Harvard College et en droit de la Yale Law School, Robert Rubin commence une carrière d'avocat avant de rejoindre en 1966 la banque d'investissement Goldman Sachs, où il remplit plusieurs fonctions jusqu'à devenir coprésident de 1990 à 1992.
Peu après l'installation à la Maison-Blanche de Bill Clinton en janvier 1993, Robert Rubin est nommé par celui-ci directeur du Conseil économique national, nouvellement créé. Il quitte cette fonction le 11 janvier 1995 pour devenir secrétaire du Trésor et le demeure jusqu'en juillet 1999.
En 1998, avec Alan Greenspan et Lawrence Summers, il convainc la Commodity Futures Trading Commission (CFTC) d'abandonner toutes les barrières qui « entravaient » le marché des dérivés de crédits vendus de gré à gré.
Avec la même « troïka », il pousse à l'adoption de la Gramm-Leach-Bliley Act Financial Services Modernization Act de 1999 qui met en place les services de banques universelles, rompant la séparation traditionnelle entre banque de dépôt et banque d'investissement, en opposition avec les leçons tirées de la crise de 1929.
En octobre 1999, il rejoint la banque new-yorkaise Citigroup, dont il est président par intérim en 2007. Très critiqué pour sa responsabilité dans la déconfiture de l'établissement, il annonce le 9 janvier 2009 sa démission avec effet immédiat de sa fonction de « conseiller spécial » sans responsabilité exécutive. Rubin a reçu plus de 17 millions $ en compensation de Citigroup et 33 millions $ en stock options à partir de 2008. Sa rémunération totale chez Citigroup entre 1999 et 2009 est de 126 M $.
Depuis 2008, il est membre de l'Africa Progress Panel, une fondation basée à Genève et présidée par Kofi Annan.[réf. souhaitée]
Il participe à la réunion du Groupe Bilderberg de 2013 et 2015,.